# Stranger Than Fiction
A Stranger Than Fiction a Bad Religion 1994-ben kiadott 8. és a mai napig a legnagyobb példányszámban értékesített nagylemeze. A Billboard listán hét hétig szerepelt és a 87. helyig jutott.
Az Egyesült Államokban 1998 március 3-án aranylemez lett.
Olyan legendás számokat tartalmaz, mint az Infected, a Slumber vagy a Better Off Dead, de az 1991-es albumuk (Against The Grain) slágere, a 21st Century Digital Boy újraértelmezése is helyet kapott rajta.
Több szaklaptól és internetes közösségtől közepes és annál magasabb minősítést kapott.

## Az album dalai[1][6]
1. Incomplete - 2:28
2. Leave Mine To Me - 2:07
3. Stranger Than Fiction - 2:20
4. Tiny Voices - 2:36
5. The Handshake - 2:50
6. Better Off Dead - 2:39
7. Infected - 4:08
8. Television - 2:03
9. Individual - 1:58
10. Hooray For Me… - 2:50
11. Slumber - 2:39
12. Marked - 1:48
13. Inner Logic - 2:58
14. What It Is - 2:08
15. 21st Century (Digital Boy) - 2:47

Ehhez egyes régiókban a Mediocrity, a News From The Front és a Markovian Process című bónusz dalok járulnak.

## Közreműködők
- Greg Graffin - ének
- Brett Gurewitz - gitár
- Jay Bentley - basszusgitár
- Greg Hetson - gitár
- Bobby Schayer - dobok

## Külső hivatkozások
- Dalszövegek